# Мілозевичит
Мілозевичит — рідкісний сульфатний мінерал з хімічною формулою Al2(SO4)3. Алюміній часто заміщений залізом. Утворює дрібнокристалічні і часто пористі маси.
Вперше мінерал було описано в 1913 році для прояву в Гротта-дель-Аллуме, Порто-Леванте, острові Вулькано, Ліпарі, Ліпарські острови, Сицилія. Він був названий на честь італійського мінералога Федеріко Міллозевича (1875—1942) з Римського університету.
Мінерал в основному відомий із палаючих вугільних відвалів, виступаючи в якості одного з основних мінералів, що утворюють сульфатну кірку. Його також можна знайти у вулканічних фумаролах. Проявляється з самородною сіркою, нашатирем, летовіцитом, алуногеном і бусенгоїтом.